# Eduard Maetzner
Eduard Adolf Ferdinand Maetzner (* 25. Mai 1805 in Rostock; † 13. Juli 1892 in Steglitz) war ein deutscher Gymnasiallehrer, Romanist, Anglist und Philologe.

## Leben und Werk
Der als Sohn eines Malermeisters geborene Eduard Maetzner promovierte 1825 ein erstes Mal in Greifswald theologisch über Theses historico-exegeticae. In einem zweiten Studium studierte er in Heidelberg und Berlin Philologie und verbrachte zwei Jahre als Lehrer im frankophonen Yverdon. Von 1831 bis 1833 war er Gymnasiallehrer in Bromberg. 1834 promovierte er in Berlin philologisch mit De Jove Homeri. Von 1838 bis 1888 war er Rektor (und später Direktor) der Berliner Luisenschule in der Oranienburgerstraße 69. Nebenher betrieb er privat eine Bildungsanstalt für Lehrerinnen.
Maetzner wurde 1854 in die Freimaurerei aufgenommen und war Mitglied der Berliner Freimaurerloge Zur Verschwiegenheit.
Er starb 1892 im Alter von 87 Jahren in Steglitz und wurde auf dem Berliner Sophienfriedhof II beigesetzt. Das Grab ist nicht erhalten geblieben.

## Veröffentlichungen
Romanistik
- Syntax der neufranzösischen Sprache. Ein Beitrag zur geschichtlich-vergleichenden Sprachforschung, Berlin 1843–1845
- La nobla Leyczon, Berlin 1845.
- Altfranzösische Lieder. Berichtigt und erläutert mit Bezugnahme auf die provenzalische, altitalienische und mittelhochdeutsche Liederdichtung. Nebst einem altfranzösischen Glossar, Berlin 1853, Wiesbaden 1969.
- Französische Grammatik mit besonderer Berücksichtigung des Lateinischen, Berlin 1856, 2. Auflage 1877, 3. Auflage 1885.

Anglistik
- Englische Grammatik, 3 Bände, Berlin 1860, 1864, 1865; 2. Auflage 1873–1875, 3. Auflage 1880, 1882, 1885.
- mit Karl Goldbeck: Altenglische Sprachproben nebst einem Wörterbuche, 4 Bände, Berlin 1867, 1875, 1885, 1900. (Altenglisches Wörterbuch A - misbeleven, unvollendet).
- Mittelenglische Sprach- und Literaturproben. Neuausgabe von Mätzners Altenglischen Sprachproben mit etymologischem Wörterbuch zugleich für Chaucer, hrsg. von Alois Brandl, Berlin 1927.

Altphilologie
- Lycurgi Oratio In Leocratem, Berlin 1836[4]

- Antiphontis Orationes XV, Berlin 1838.
- Dinarchi Orationes III, Berlin 1842.

Weitere
- Die Schriftstellerinnen der europäischen Nationalliteratur, in: Jahresbericht der ersten städtischen höheren Töchterschule, 7 Hefte, Berlin 1846–1852.